# Сергей Гринков
Сергей Михайлович Гринков (на руски: Сергей Михайлович Гриньков, 4 февруари 1967, Москва, СССР – 20 ноември 1995, Лейк Плесид, Ню Йорк, САЩ) е известен съветски и руски състезател по фигурно пързаляне (спортни двойки).
Той е заслужил майстор на спорта на СССР (1987) и заслужил майстор на спорта на Русия. Удостоен е с ордена „Дружба на народите“.
От 1982 г. се състезава в двойка с Екатерина Гордеева. Двамата сключват брак през април 1991 г. и на 11 септември 1992 г. се ражда дъщеря им Даря.
На 20 ноември 1995 г. по време на тренировка в Лейк Плесид, САЩ, Гринков колабира и умира вследствие на сърдечен пристъп. Погребан е във Ваганковското гробище, Москва.

## Спортни постижения
- Двукратен олимпийски шампион: 1988 и 1994
- Четирикратен световен шампион: 1986, 1987, 1989 и 1990
- Трикратен европейски шампион: 1988, 1990 и 1994
- Шампион на СССР: 1987
- Щампион на Русия: 1994
- Трикратен световен шампион за професионалисти: 1991, 1992 и 1994

|  | Тази страница частично или изцяло представлява превод на страницата „Гриньков, Сергей Михайлович“ в Уикипедия на руски. Оригиналният текст, както и този превод, са защитени от Лиценза „Криейтив Комънс – Признание – Споделяне на споделеното“, а за съдържание, създадено преди юни 2009 година – от Лиценза за свободна документация на ГНУ. Прегледайте историята на редакциите на оригиналната страница, както и на преводната страница, за да видите списъка на съавторите. ВАЖНО: Този шаблон се отнася единствено до авторските права върху съдържанието на статията. Добавянето му не отменя изискването да се посочват конкретни източници на твърденията, които да бъдат благонадеждни. |